# Nad Kopalnią

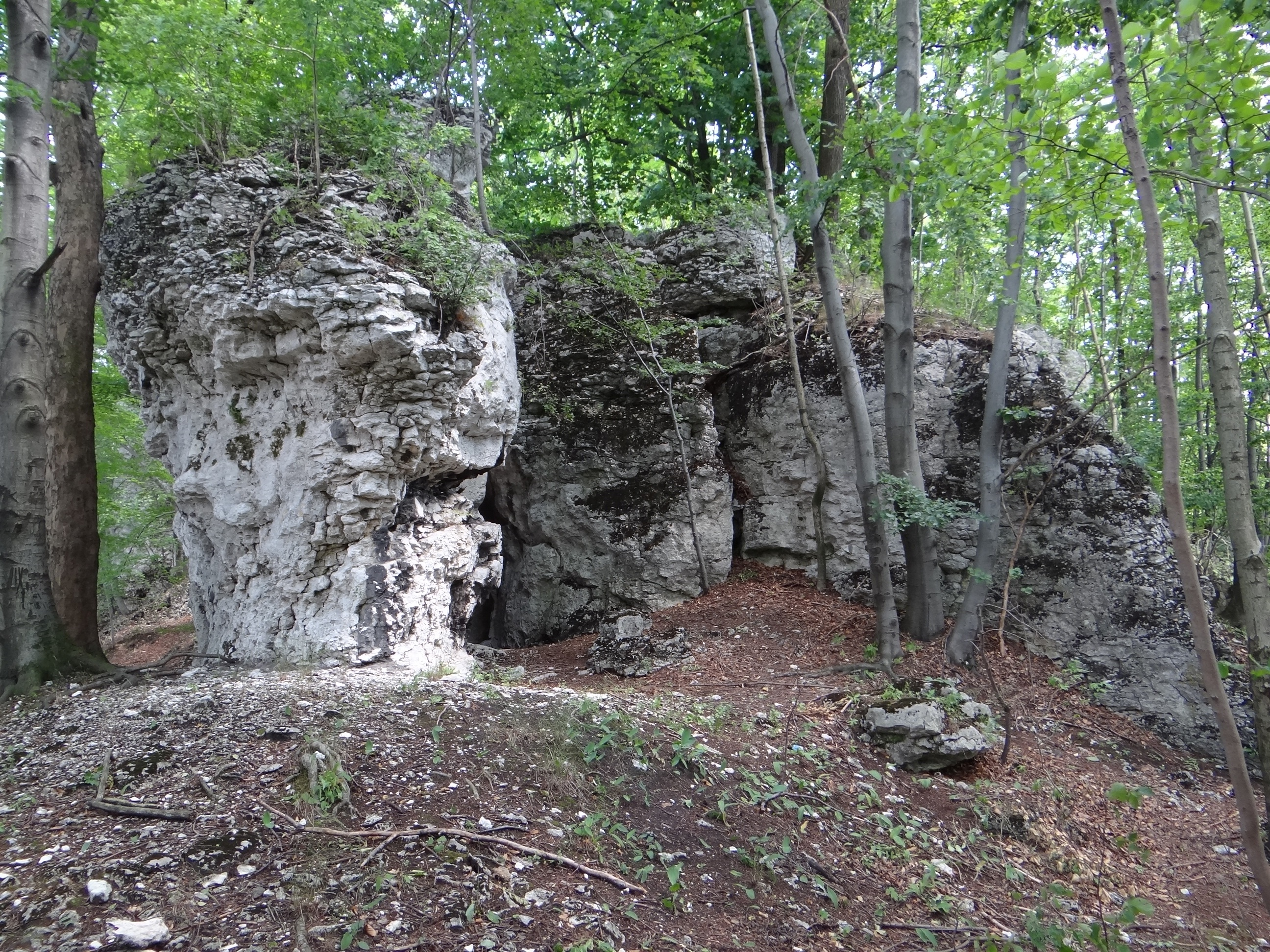
Turnia nad Kopalnią

Nad Kopalnią (ok. 418 m) – skaliste wzniesienie na Wyżynie Olkuskiej będącej częścią Wyżyny Krakowsko-Częstochowskiej. Znajduje się po południowej stronie zabudowanego obszaru miejscowości Jaroszowiec, w województwie małopolskim, w powiecie olkuskim, w gminie Klucze.
Wzniesienie Nad Kopalnią porasta bukowy las. Jej szczyt wieńczą wapienne turnie, na mapie Geoportalu określane zbiorczą nazwą Turnia nad Kopalnią. W istocie jednak jest to 5 odrębnych turni, będących obiektem wspinaczki skalnej. Przez wspinaczy są opisywane jako: Turnia nad Kopalnią I, Turnia nad Kopalnią II, Turnia nad Kopalnią III, Turnia nad Kopalnią IV i Turnia nad Kopalnią V. 
U północnych podnóży wzniesienia Nad Kopalnią znajduje się wyrobisko nieczynnej już kopalni rudy żelaza i cementowni „Klucze”. Jej historię opisuje zamontowana przy wyrobisku tablica informacyjna.
W skałach wzniesienia Nad Kopalnią znajdują się 4 jaskinie lub schroniska: Jaskinia Jaroszowska, Schronisko na Zapleczu, Schronisko nad Kamieniołomem, Szczelina Jaroszowska.